# Kabuki

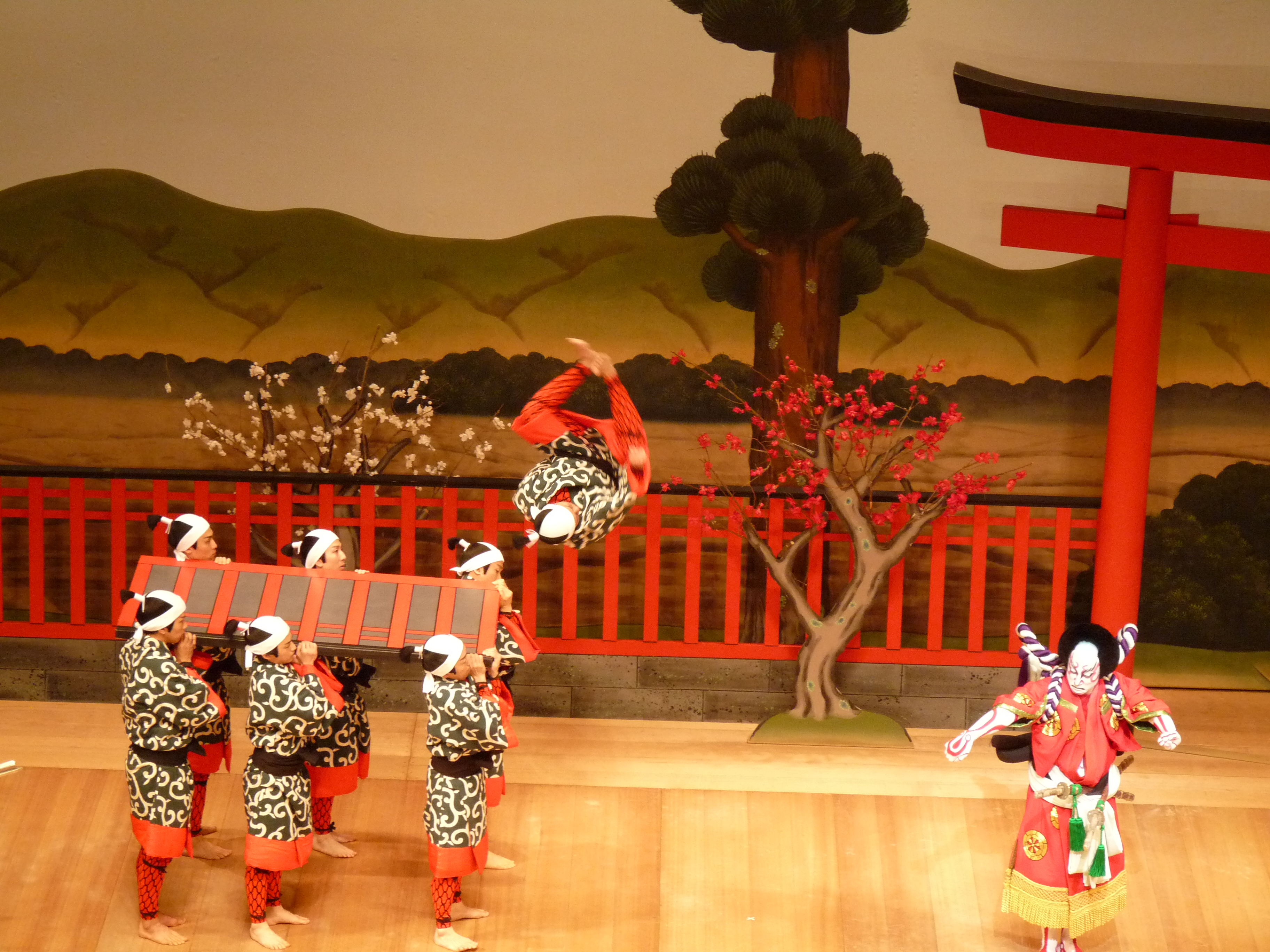
Kabuki-előadás Londonban

A kabuki (japánul: 歌舞伎) a négy fő japán színházi műfaj egyike (a másik három a bunraku, a nó és a kjógen). A bunraku, a bábjáték háttérbe szorításával a legnépszerűbb polgári színház az Edo-kor (1600–1867) óta. A kandzsik egyenkénti jelentése, balról jobbra a következők: ’énekelni’ (歌), ’táncolni’ (舞) és ’képesség’ (伎). A kabukit éppen ezért gyakran „az éneklés és táncolás művészetének” fordítják. Habár a ’képesség’ kandzsija eredetileg az előadóművészre, a színészre vonatkozott, mivel teóriák szerint a kabuki szó a kabuku igéből származik, amely azt jelenti, hogy ’tanulni’ vagy ’szokatlan’/’kilógni a tömegből’. Éppen ezért a kabukimono (歌舞伎者) kifejezés eredetileg azokra vonatkozott, akik bizarrul, kihívóan öltözködtek az utcán.

## Története

### 1603–1629: A női kabuki

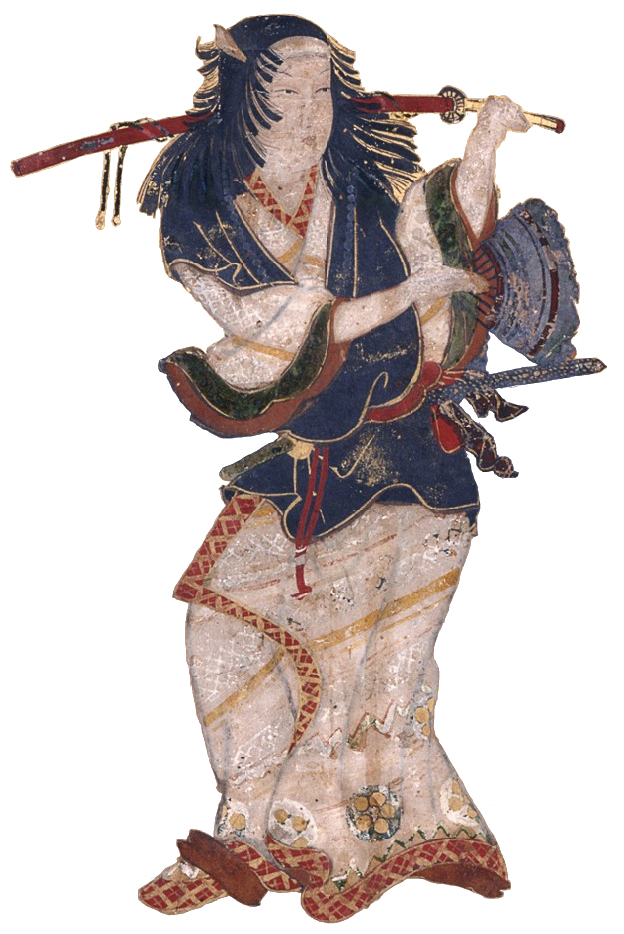
A legkorábbi portré Izumo no Okuniról. 1600-as évek.

A kabuki története 1603-ban kezdődött, amikor Izumo no Okuni egy egészen újfajta, tánc-drámás előadásmódot kezdett el bemutatni Kiotó kiszáradt folyómedreiben. A kabuki a 17. századból származik, amikor Japánt a Tokugava sógunátus irányította. Az időszak neve, mely Edo korszak, arra irányul, hogy az ország székhelyét Kiotóból Edóba – mai nevén Tokió – költöztették. 
Az előadók, mind a nők, mind a férfiak komikus, rövid színdarabokat adtak elő a mindennapi életről. Ez a stílus hamar népszerűvé vált, és Okunit felkérték, hogy szerepeljen a császári udvarban. A hatalmas siker nyomán hamar rivális társulatok alakultak, és megszületett a kabuki, mint tánc és dráma együtt, melyet nők adtak elő. Ennek megjelenésével sok társulat trágár és szuggesztív témákat vonultatott fel szórakoztatás gyanánt, ahol az előadok gyakran prostituáltak voltak. Éppen ezért, a kabukit ebben az időben „遊女歌舞妓”-nek is hívták, vagyis – éneklő, táncoló prostituált.
A kabuki ekkoriban hétköznapi szórakozássá vált Ukijo, vagy Josivara negyedében, amelyek Edo piroslámpás negyedei voltak. A színpadon megjelenő izgalmas zene, újszerű motívumok, öltözködés, és híres színészek tették nagyszerűvé ezt a szórakoztatási formát. Az előadásokat reggeltől egészen napnyugtáig tartották.  Teaházak vették körbe, illetve voltak összekötve a színházzal, hogy ételt, italt, és nagyszerű társaságot biztosítsanak a szórakozni vágyóknak. A színház környéke tele volt boltokkal, amelyek szuveníreket árusítottak. A kabukit akár nevezhetjük is az akkori japán popkultúrának.

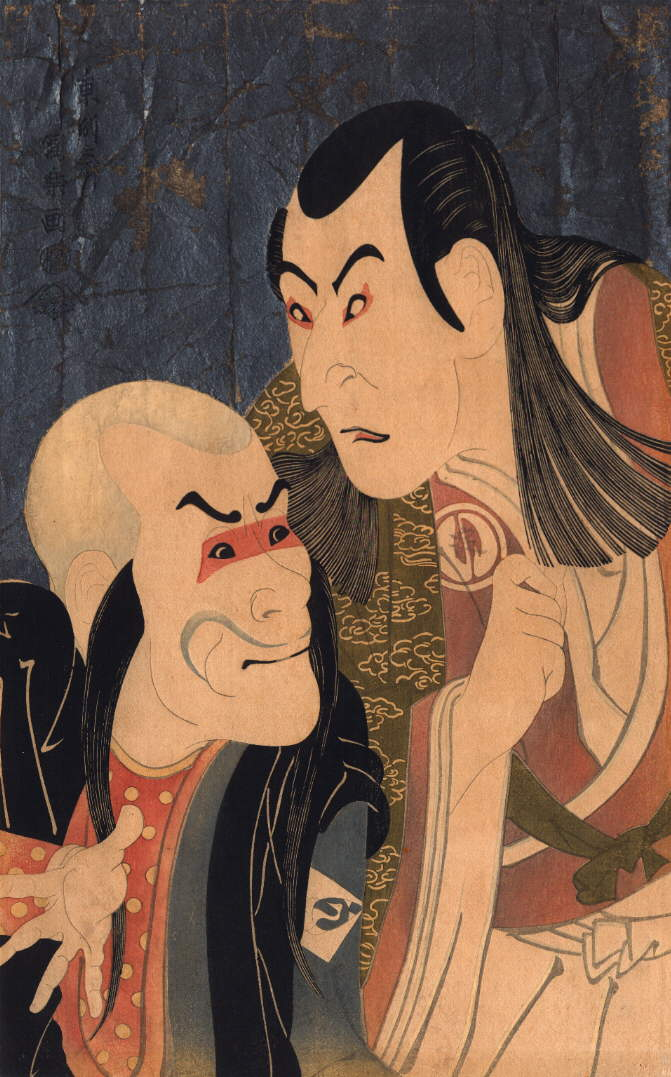
Két kabuki színész: Bando Zendzsi and Savamura Jodogoro; 1794

### 1629-1673: Átmenet jaró kabukiba
A sógunátus nem pártolta a kabukit ebben a formájában, és úgy vélték, bajt hoz, hogy a különböző társadalmi osztályok keverednek az előadások alkalmával. A női kabukit (onna-kabuki) végül betiltották 1629-ben, mivel túl erotikusnak minősítették. Ezután a női szerepeket fiatal fiúk játszották el. Ezt hívjuk vakasú-kabukinak. Mivel azonban még így is túl sok volt a szexualitás, és a prostitúció, így az 1600-as évek közepén ezt is betiltották. Innentől kezdve férfi előadók játszották mindkét szerepkört. A modern, csak férfiak által játszott kabukit jarou kabukinak is nevezik, amelyet ezekben az évtizedekben alapoztak meg. Miután a nőket kitiltották, ellenkező neműnek öltözött férfiak vették át a helyüket (onnagata vagy ojama). Hajukat leborotválták, ha nőt játszottak, akkor pedig parókát húztak, és hangjukat elváltoztatták. Aki női szerepet akart játszani, az kiskorában kezdte el tanulni ezt.  Ez a fajta színház meghatározó volt a városi életstílusban, egészen a modern időkig.

### 1673-1841: Aranykor
A kabuki a Genroku-korszakban  virágzott igazán. Ekkor formálták meg a struktúráját, és adtak hozzá rengeteg elemet, melyek ma szinte elengedhetetlenek az előadás során. Létrehoztak konvencionális karaktertípusokat. A kabuki és a ningjó dzsúruri – amely a japán bábszínház, és amelyet bunrakunak is emlegetnek – kölcsönösen vett át különböző elemeket egyik műfajból a másikba, hatottak egymásra. Csikamacu Monzaemon  egyike volt a legelső kabuki színdarabíróknak, számos befolyásos művet írt. A legismertebb és legtöbbet emlegetett, a Sonezaki Sindzsú (páros öngyilkosság Sonezakinál) eredetileg egy bunraku volt. A szerelmi öngyilkosság témája gyorsan terjedt, és vált igen népszerűvé, mivel számos igaz történetet dolgozott fel. Éppen ezért 1723-ban betiltották a sindzsú monót, azokat a darabokat, amelyek szerelmesek  közös öngyilkosságát mutatják be. Icsikava Dandzsúró szintén ebben a korban élt, és alkotott maradandót azzal, hogy bevezette a miének nevezett pózt és a kumadori sminket, amely hűen próbálta visszahozni a maszkok kinézetét. Ebből az időszakból származik a kabuki ecset – ezt ma sminkelésnél alapozásra használják.

### 1842-1868 – szaruvaka-csó kabuki
A sógunátus nem nézte jó szemmel a keveredést, és a kereskedést az előadók, a prostituáltak, és a kereskedők között. A kabuki színházakat eredetileg fából építették, éppen ezért gyakori volt a tűzeset Ukijo kerületében. Amikor a terület, mely otthont adott a Nakamura-zanak, teljesen leégett 1841-ben, a sógun megtagadta a színház újraépítését a tűzvédelemre hivatkozva. Ezt kihasználva a sógunátus 1842-ben a Nakamura-zat, az Ucsimura-zat, és a Kawarazaki-zat Aszakusza területére kényszerítette, amely Edo északi külvárosi részén található. A színészeknek, a színpadi munkásoknak, és mindenkinek, akinek bármi köze volt az előadásokhoz, szintén menniük kellett. Az az életforma, mely nagyban építkezett a színházzal való kapcsolatra, szintén emigrált, de az új, kényelmetlen elhelyezkedés miatt csökkent a népszerűsége, és a színházra fordított figyelem. Ezek a körülmények és a szigorú szabályozások taszították a kabukit, az „underground” megítélés felé Edoban.  A színházak új helyének negyedét úgy hívták Szarukaba-csó, vagy Szaruvaka-macsi. A Tokugava-sógunátus utolsó 30 éve alatt gyakran hivatkoztak erre a városrészre megnevezésként. 
1868-ban a Tokugavák megbuktak. A kabuki visszatérhetett az Ukijo negyedbe, és sokkal radikálisabbá vált azáltal, hogy új drámaírók teljesen új műfajokat hoztak létre, és megcsavarták az eredeti történeteket.

## A kabuki elemei

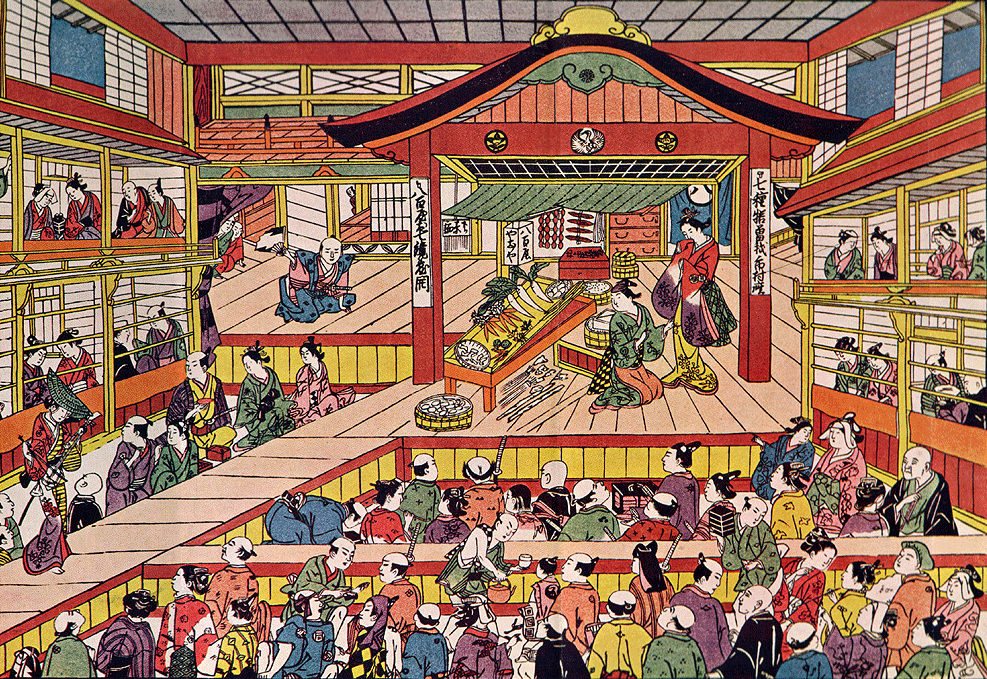
Sibai Ukie ("Jelenet egy darabból") A képen Edo Icsimura-za színháza látható az 1740-es évek elején.

### A színpad
A kabuki színpad egyik jellegzetességét, hanamicsinek hívják (花道; virág út), egy sétány, amely a nézők közé visz, és amely lehetőséget biztosít a színészeknek a drámai belépésre. Okuni szintén gyakran adott elő kíséretével a hanamicsin, éppen ezért a későbbiekben jellegzetessé vált, hogy nem csak a bejövetelkor használták, de a színdarab fő jeleneteit is a színpad ezen részén játszották el. A nézőtér bal és jobb oldalán páholyokat helyeztek el. 1758-ban a világon talán először mutattak be forgószínpadot, melyet Namiki Sózó készített el, és amelynek átmérője a 17 métert is elérte.

### A színészek
Sikamacu korában a színészek külön társadalmi osztályt alkottak.  A szereplőtípusra specializálódott színészdinasztiákat címerekkel különböztették meg egymástól. A mesterség apáról fiúra szállt. Abban az esetben, ha nem volt örökös, a családfő örökbefogadott egy általa tehetségesnek vélt színészt, hogy továbbvigye a család nevét és tudását. A fiúgyerekeket  ötéves  korban kezdték el tanítani, és ez életük végégig tartott. Ezt a folyamatot a legidősebb férfi kísérte mindig figyelemmel.  A következő generáció így mindig beleszületett a színházi életbe, így nem állt tőlük távol ez a fajta világkép. 
Japánban a kabuki kialakulásakor még teljesen ismeretlen volt a rendezői színház, így a próbákat a drámaíró vagy a társulat vezetője koordinálta, habár akkoriban a színészek nem tudták végig a szerepüket. Hatalmas szerepet játszott náluk az improvizáció az előadás során.

## Ma is működő színházak Japánban

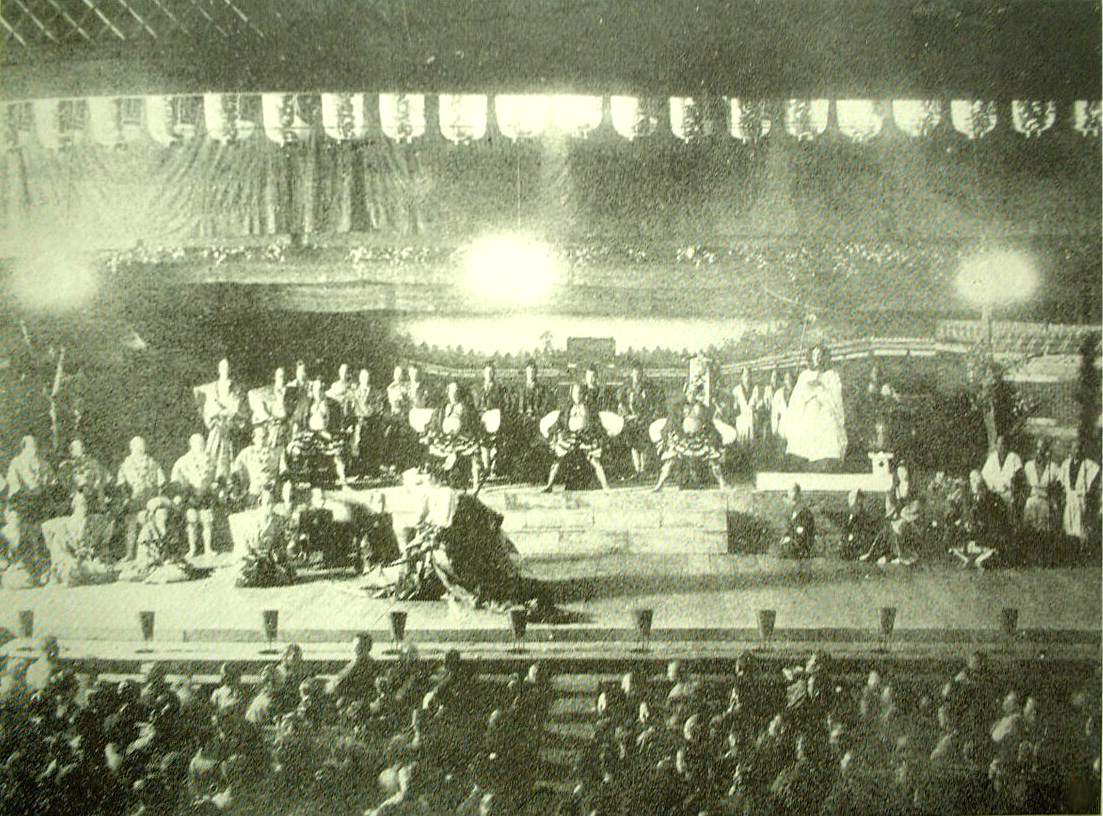
Tokió, Kabuki-za 1859-ben, egy esti előadáson

- Akita
  - Kosaka
- Tokió (város)
  - Kabuki-za
  - Meidzsi-za
  - Sinbasi Enbudzsó
  - National Theater
- Kiotó (város)
  - Minami-za
- Oszaka (város)
  - Shin-Kabuki-za
  - Osaka Shōchiku-za
- Nagoja prefektúra
  - Misono-za
- Fukuoka prefektúra
  - Hakata-za
- Kotohira (város)
  - Kanamaru-za

## Fordítás
- Ez a szócikk részben vagy egészben  a   Kabuki című angol Wikipédia-szócikk fordításán alapul.  Az eredeti cikk szerkesztőit annak laptörténete sorolja fel. Ez a jelzés csupán a megfogalmazás eredetét és a szerzői jogokat jelzi, nem szolgál a cikkben szereplő információk forrásmegjelöléseként.